# Elección presidencial de la República Centroafricana de 1993
Las elecciones presidenciales de la República Centroafricana de 1993 se efectuaron el 22 de agosto de ese mismo año, convocadas por André Kolingba, quien nuevamente volvió a modifcar la Constitución bajo referéndum y retomar la senda de elecciones multipartidistas. 
En estos comicios el general André Kolingba postuló estando en el ejercicio, pero no alcanzó a participar de la segunda vuelta o balotaje, realizado el 19 de septiembre, producida porque ninguno de los candidatos obtuvo la mayoría absoluta en las elecciones del 22 de agosto.

## Resultados

### Primera vuelta electoral
Los resultados oficiales publicados por el estado de la corte constitucional que 793.971 votos válidos fueron emitidos, pero la distribución de los votos entre los candidatos asciende a 794.129 (una diferencia de 158 votos). Los porcentajes de la tabla se basan en el último número de votos válidos emitidos.
|  | 38,03 % |

|  | 22,10 % |

|  | 20,49 % |

|  | 12,33 % |

|  | 2,44 % |

|  | 2,07 % |

|  | 1,53 % |

|  | 1,02 % |

### Segunda vuelta electoral
En este balotaje, realizado el 19 de septiembre de 1993, la abstención electoral aumentó. Los interesados en la elección del Presidente de la República Centroafricana se centró solo en los dos candidatos que obtuvieron las mayorías relativas un mes antes. 
Algunos de los candidatos vencidos llamaron a no votar. Otros, como el caso de la única mujer candidata Jeanne-Marie Ruth-Rolland convocó a sus votantes a elegir a Abel Goumba ya que el abanderado del Movimiento para la Liberación del Pueblo Centroafricano, Ange-Félix Patassé, poseía un programa de transformaciones tendientes al socialismo. 
El expresidente, André Kolingba, convocó a sus electores a apoyar en definitiva este proyecto de gobierno socialista que propuso quien finalmente venció en las urnas y logró la presidencia hasta 1999.
|  | 53,49 % |

|  | 46,51 % |